# Ossipee (Nou Hampshire)
Ossipee és un poble i seu del comtat de Carroll dels Estats Units d'Amèrica.

## Demografia
Segons el cens del 2000 Ossipee tenia 4.211 habitants, 1.672 habitatges, i 1.153 famílies. La densitat de població era de 22,9 habitants per km².
Dels 1.672 habitatges en un 29,6% hi vivien nens de menys de 18 anys, en un 54,7% hi vivien parelles casades, en un 9,2% dones solteres, i en un 31% no eren unitats familiars. En el 25,3% dels habitatges hi vivien persones soles l'11,5% de les quals corresponia a persones de 65 anys o més que vivien soles. El nombre mitjà de persones vivint en cada habitatge era de 2,43 i el nombre mitjà de persones que vivien en cada família era de 2,9.
Per edats la població es repartia de la següent manera: un 23,9% tenia menys de 18 anys, un 6,2% entre 18 i 24, un 25,9% entre 25 i 44, un 26,2% de 45 a 60 i un 17,8% 65 anys o més.
L'edat mediana era de 42 anys. Per cada 100 dones de 18 o més anys hi havia 96,5 homes.
La renda mediana per habitatge era de 34.709$ i la renda mediana per família de 38.790$. Els homes tenien una renda mediana de 27.388$ mentre que les dones 21.579$. La renda per capita de la població era de 18.092$. Entorn del 7,7% de les famílies i el 10% de la població estaven per davall del llindar de pobresa.